# Ictioalienotoxismo
Ictioalienotoxismo é uma forma menos habitual de ictiossarcotoxismo, uma intoxicação alimentar causada pela ingestão de peixe, caracterizado por perturbações do sistema nervoso central, especialmente alucinações e pesadelos. Embora esta forma de intoxicação apresente semelhanças com a ciguatera distingue-se por afectar principalmente o sistema nervoso central e não o sistema nervoso periférico.